# Talbot Hobbs

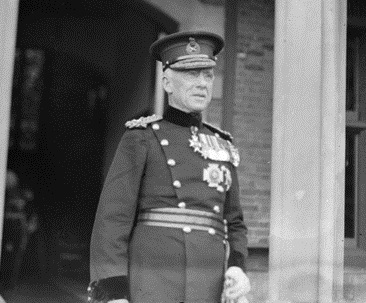
Luitenant-Generaal Talbot Hobbs in 1928

Luitenant-Generaal Sir Joseph John Talbot Hobbs  (Londen, 24 augustus 1864 – Op zee, 21 april 1938) was een Australische architect en generaal uit de Eerste Wereldoorlog.

## Vroege jaren
Hobbs is geboren in Londen als zoon van Joseph en Frances Ann Hobbs (voordien Wilson). Na enkele jaren op de schoolbanken te hebben gezeten van de kerkschool St Mary in Merton (Surrey) ging Hobbs in 1883 het leger in. Daarnaast werkte hij als tekenaar voor een aannemer, John Hurst. In 1886 emigreerde hij met Hurst naar Australië en vestigde een architectenbureau in Perth in 1887.
Hobbs heeft heel wat bekende publieke gebouwen in Perth en Fremantle ontworpen, zoals de Weld Club, het Savoy Hotel en de Perth Masonic Lodge. Hobbs was ook penningmeester van het West-Australische Instituut voor Architectuur in 1896 en was voorzitter van 1909 tot 1911. Vanaf 1905 was hij partner in een architectenbureau, “Hobbs, Smith & Forbes”.
Hobbs ontwierp ook een aantal privégebouwen. Men denkt dat een van de eerste het Samson House in Fremantle was, gebouwd tussen 1888 en 1890 in de laat-19de-eeuwse koloniale stijl.

## Militaire carrière
In 1893 meldde Hobbs zich vrijwillig aan bij het leger en werd al snel aanvoerder van zijn regiment in 1897. In 1906 was hij luitenant-kolonel van een West-Australische gemengde brigade en in 1913 kolonel van de 22ste infanteriebrigade. Tijdens vier gelegenheden ging hij naar Engeland en deed er intensieve trainingscursussen met het Britse leger. Hij was dus degelijk opgeleid op het moment dat Eerste Wereldoorlog uitbrak. Op 8 augustus 1914 werd hij geselecteerd door generaal Bridges om leiding te geven over het 1st Australian divisional artillery. Na een training in Egypte landde hij op 25 april 1915 in Gallipoli. Daar kibbelde Hobbs met Bridges over de positionering van de wapens.
Hobbs had de leiding over de artillerie tot 9 november 1915 tot er bij hem een infectieziekte vastgesteld werd en hij naar Caïro overgescheept werd ondanks zijn protesten.
Daarna werd hij tot brigadegeneraal gepromoveerd en kreeg de onderscheiding in de Orde van het Bad. In maart 1916 ging hij met de Eerste Australische Divisie naar Frankrijk en had hij de leiding over de Australische artillerie die Pozières innam. Op 1 januari 1917 voerde hij als majoor-generaal het bevel over 5de Australische divisie. Deze divisie was volop aan het vechten in de lente van 1917 en verrichtte wonderbaar werk tijdens de slag om het Polygonebos. Het was de goede samenwerking waarbij elke officier en soldaat perfect in zijn plaats paste die voor de overwinning zorgde. Hobbs werd onderscheiden met de benoemingen tot Ridder Commandeur in de Orde van het Bad én in de Orde van Sint-Michaël en Sint-George op 1 januari 1918. Aan het einde van april vocht zijn divisie mee in de Tweede Slag bij Villers-Bretonneux, wat waarschijnlijk doorslaggevend was voor de staking van de Duitse operaties rond Amiens.
Naar het einde van mei toe kreeg generaal Monash de leiding over het Australische Legerkorps en Hobbs werd er divisiecommandant in het korps. Zijn divisie werd toen een welverdiende rust gegund, maar had een groot aandeel in de tegenaanval die begon op 8 augustus. De divisie had geen hoofdrol in de inname van Mont St Quentin, een van de grootste en meest belangrijke heldendaden van de oorlog.

## Na de oorlog
Na de wapenstilstand besloot Hobbs om zich weer toe te leggen op zijn eerdere baan en passie: architectuur. Met oog en interesse in de oprichting van herdenkingsmonumenten was Hobbs verantwoordelijk voor het ontwerp van het West-Australische oorlogsmonument in Kings Park (Perth), St George’s College, Crawley en Buttes New British Cemetery in Zonnebeke.
Hobbs stierf op zee aan een hartaanval terwijl hij op weg was om een oorlogsmonument te gaan onthullen in Villers-Bretonneux, een Frans dorpje dat heroverd werd onder zijn commando.
- Australian Dictionary of Biography: hobbs-sir-joseph-john-talbot-6690
- Gemeinsame Normdatei: 1072414929
- International Standard Name Identifier: 0000 0000 8284 1575
- Library of Congress Control Number: nb2010026663
- SNAC: w62v2fzr
- Trove: 1535136
- Union List of Artist Names: 500124079
- Virtual International Authority File: 96597482
- WorldCat: E39PBJfMgDHqkHcwrfw8RY6kDq